# إيمانويلي بيرو
إيمانويلي بيرو (بالإيطالية: Emanuele Pirro)‏ مواليد 12 يناير 1962، هو سائق فورملا 1 إيطالي سابق كان قد بدأ مسيرته الاحترافية سنة 1989. كان أول سباق له هو جائزة فرنسا الكبرى 1989. خاض خلال مسيرته 40 سباقاً.

## سباقات شارك فيها
- لو مان 24 ساعة
- سوبر فورمولا
- بطولة العالم للسيارات الرياضية
- بطولة العالم لسيارات السياحة

## روابط خارجية
- إيمانويلي بيرو على موقع Racing-Reference.info (الإنجليزية)
- إيمانويلي بيرو على موقع DriverDB.com (الإنجليزية)